# پژاسنش
پژاسنش (به لهستانی:  Przasnysz) یک منطقهٔ مسکونی در لهستان است که در شهرستان پژاسنش واقع شده‌است. پژاسنش ۲۵٫۱۶ کیلومتر مربع مساحت و ۱۷٬۳۲۶ نفر جمعیت دارد.